# Randers Bykreds
Randers Bykreds var en valgkreds til Folketinget i Randers Amt fra 1894 til 1920. Kredsen omfattede Randers by og det aller nærmeste opland. Den blev dannet i 1894 da Randers Landkreds blev udskilt fra den hidtidige Randerskreds. Kredsen blev også kaldt blot Randerskredsen. Det officielle navn var Randers Amts 2. Valgkreds.
Randers Bykreds bestod af Randers Købstadskommune, de tilhørende landdistrikter Randers Skt. Mortens østre Landdistrikt (Dronningborg Kommune fra 1904) og Randers Skt. Mortens søndre Landsogn (senere Vorup Kommune), samt Kristrup Kommune. Valgkredsens valgsted var i Randers by.
Følgende folketingsmedlemmer blev valgt i Randers Bykreds:
- Christian Lüttichau 28. januar 1887 - 5. april 1898 (II, side 33)
- P. Knudsen 5. april 1898 - 3. april 1901 (I, side 296)
- Poul Rasmusen 3. april 1901 - 29. maj 1906 (II, side 144-145)
- M. Mortensen 29. maj 1906 - 25. maj 1909 (II, side 56)
- Søren Neersø 25. maj 1909 - 20. maj 1910 (II, side 76)
- M. Mortensen 20. maj 1910 - 6. juli 1920 (II, side 56)

Kildeangivelserne i parentes henviser til bind og sidetal i Rigsdagens medlemmer gennem hundrede aar 1848-1948 (se kildefortegnelsen).
Fra 1920 fortsatte kredsen som opstillingskredsen Randerskredsen.